# Saint-Rémy-du-Val
Saint-Rémy-du-Val är en kommun i departementet Sarthe i regionen Pays de la Loire i nordvästra Frankrike. Kommunen ligger i kantonen Mamers som tillhör arrondissementet Mamers. År 2022 hade Saint-Rémy-du-Val 498 invånare.

## Befolkningsutveckling
Antalet invånare i kommunen Saint-Rémy-du-Val
| Referens: INSEE |